# Josefinas de la Santísima Trinidad
Las Hermanas Josefinas de la Santísima Trinidad forman una congregación religiosa católica de derecho pontificio, fundada por Eladio Mozas Santamera en Plasencia, España, el 18 de febrero de 1886. Las religiosas de esta congregación son conocidas como Josefinas trinitarias y posponen a sus nombres las siglas J.S.T.

## Historia
Un grupo de mujeres dedicadas a las obras de caridad en la ciudad española de Plasencia, bajo la dirección del sacerdote Eladio Mozas Santamera, decidieron congregarse y formar un nuevo instituto de vida consagrada en la Iglesia católica, con el fin de continuar su labor caritativa de una manera más organizada. El 18 de febrero de 1886, las primeras catorce religiosas del grupo vistieron el hábito religioso, dando origen oficialmente a la Congregación de las Hermanas Josefinas de la Santísima Trinidad.
Las Josefinas trinitarias recibieron el decreto pontificio de alabanza el 16 de enero de 1936.

## Actividades y presencias
La congregación tiene como finalidad la glorificación de la Santísima Trinidad, según el estilo de la Sagrada Familia. En ese sentido, las Josefinas trinitarias se dedican a la instrucción de la juventud, en las instituciones educativas de su propiedad o concertadas, bajo los fundamentos de los valores cristianos. Además, siendo fieles al carisma original, realizan algunas labores caritativas en favor de las personas más desfavorecidas, en residencias para la tercera edad y hospitales. Desde una espiritualidad, que ellas mismas llaman trinitario josefina, sirven a la Iglesia católica en la evangelización de zonas rurales, en las catequesis parroquiales y el acompañamiento de jóvenes.
En 2011, la congregación contaba con unas 162 religiosas y 29 casas presentes en Chile, El Salvador, España, India, Honduras, México y Perú. La casa general se encuentra en Madrid y su actual superiora general es la religiosa Celia Eugenia González García.